# Gniewoszów (województwo mazowieckie)
Gniewoszów – wieś sołecka w Polsce położona w województwie mazowieckim, w powiecie kozienickim, w gminie Gniewoszów. 
Wieś jest siedziba gminy Gniewoszów oraz parafii Niepokalanego Serca Maryi.
Miejscowość leży przy drodze wojewódzkiej nr 738, najbliższa stacja kolejowa znajduje się 10 km na północ w Bąkowcu na linii kolejowej Dęblin-Radom.

## Historia
W latach 1693–1869 miejscowość posiadała prawa miejskie. 
Miasto założył podstoli sandomierski Jan Kazimierz Gniewosz w 1693 roku na gruncie wsi Oleksów.
Do 1954 roku siedziba gminy Sarnów. W latach 1954–1972 wieś należała i była siedzibą władz gromady Gniewoszów. W latach 60. XX w. Gniewoszów połączono z miejscowością Granica, również dawnym miastem (1735-1870). W latach 1975–1998 miejscowość administracyjnie należała do województwa radomskiego.
W Gniewoszowie urodził się Stefan Grzebalski (1897–1944), działacz niepodległościowy, prawnik i oficer Armii Krajowej oraz Stanisław Gogacz, polityk, prawnik, samorządowiec, senator IV, VII, VIII, IX i X kadencji.

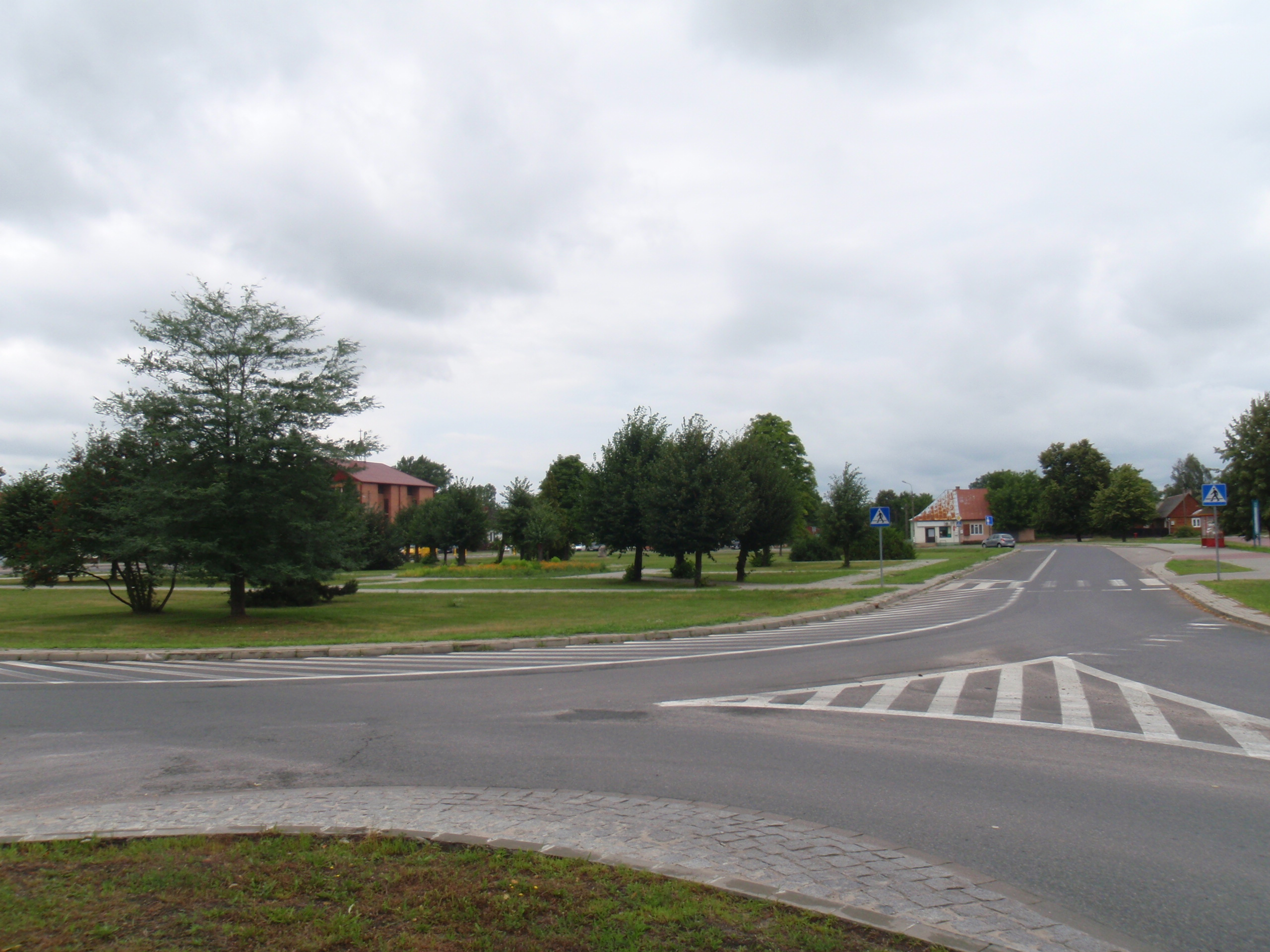
Gniewoszów Rynek. Po lewej za drzewami widoczny kościół parafialny

## Zabytki
- Synagoga w Gniewoszowie
- Cmentarz żydowski w Gniewoszowie
- Cmentarz żydowski w Gniewoszowie-Granicy